# Dominikanska republiken i olympiska spelen
Dominikanska Republiken deltog första gången vid olympiska sommarspelen 1964 i Tokyo och har sedan dess varit med vid varje olympiskt sommarspel. De har aldrig deltagit vid de olympiska vinterspelen.
Dominikanska Republiken har totalt vunnit sex medaljer.

## Medaljer
| Guld | Silver | Brons | Totalt antal medaljer |
| ---- | ------ | ----- | --------------------- |
| 3    | 2      | 1     | 6                     |

### Medaljer efter sommarspel
| Spel             | Guld | Silver | Brons | Totalt |
| Tokyo 1964       | 0    | 0      | 0     | 0      |
| Mexico City 1968 | 0    | 0      | 0     | 0      |
| München 1972     | 0    | 0      | 0     | 0      |
| Montréal 1976    | 0    | 0      | 0     | 0      |
| Moskva 1980      | 0    | 0      | 0     | 0      |
| Los Angeles 1984 | 0    | 0      | 1     | 1      |
| Seoul 1988       | 0    | 0      | 0     | 0      |
| Barcelona 1992   | 0    | 0      | 0     | 0      |
| Atlanta 1996     | 0    | 0      | 0     | 0      |
| Sydney 2000      | 0    | 0      | 0     | 0      |
| Aten 2004        | 1    | 0      | 0     | 1      |
| Peking 2008      | 1    | 1      | 0     | 2      |
| London 2012      | 1    | 1      | 0     | 2      |
| Totalt           | 3    | 2      | 1     | 6      |

### Medaljer efter sporter
| Sport     | Guld | Silver | Brons | Totalt |
| Boxning   | 1    | 0      | 1     | 2      |
| Friidrott | 2    | 1      | 0     | 3      |
| Taekwondo | 0    | 1      | 0     | 1      |
| Totalt    | 3    | 2      | 1     | 6      |